# Centris agilis
Centris agilis är en biart som beskrevs av Smith 1874. Centris agilis ingår i släktet Centris och familjen långtungebin. Inga underarter finns listade.